# Rona Glantz
Rona Glantz (Caracas, 1982) es una artista francesa. Es considerada como la creadora de la técnica de la Ronografia (técnica artística que combina arte digital con pintura tradicional) en el año 2008.

## Biografía
Rona Glantz nació en 1982 en Caracas. Entre los años 2006 y 2008 cursó Diseño Gráfico e Ilustración en la Escuela ESDIP en Madrid y se siguió formando en técnicas de grabado con Míriam Cantera en el taller madrileño del Mono de la Tinta. 
En 2023 amplia su lenguaje con nuevas técnicas, trabajando la serigrafía con Carles G.O'D y las técnicas aditivas con José Ignacio Rincón en los Talleres Gráficos de la Fundació Pilar i Joan Miró a Mallorca. En diciembre del mismo año, el Museo de Ciencias Jardín Botánico de Sóller (MUCBO) exhibió la serie de estampas Paxaritos producida por Glantz en la Fundació Miró.Al año siguiente, Calviá seleccionó la exposición Paxaritos para mostrarla en una versión aumentada en el Casal de Peguera e Inca seleccionó su obra presentada el año anterior en el Claustro de Santo Domingo, para su cartel del Festival de Arte Contemporáneo Incart 2024.

## Exposiciones
- 2007: Re-Desorganización en La Violeta, Madrid.
- 2008: Serie Enre2 en Espacio Kaplan DF Sotheby’s (hoy desaparecido), Madrid.[4][5]
- 2009: Colectiva. Premios Arganzuela en Centro Cultural Casa del Reloj, Madrid.
- 2009: Monográfica. Espacio 14-30. Red de Arte Joven, Madrid.
- 2010: Colectiva. Galeria Rodrigo Juarranz, Aranda del Duero.[6]
- 2010: Creaboom, Colectiva, Galeria Peer 2 Peer, Madrid.
- 2010: Colectiva. Galeria Standarte (hoy desaparecida), Madrid.
- 2023: Tast Art, Colectiva, Museo de Porreras, Mallorca.[7]
- 2023: Colectiva, Incart Festival d’art contemporani, Mallorca.
- 2023: 2B Art Gallery (Calvia).
- 2023: Paxaritos, Museo de Ciencias Jardín Botánico de Sóller (MUCBO).
- 2023: Miracle, Mural para el Festival Betart en el Centro Cultural Son Ferrer, Mallorca .[8][9]

## Colaboraciones
- 2014 Auguste is Sculpture. Serie limitada de merchandising para el Musée Rodin para el periodo de reforma del museo y de los talleres del escultor.[10]
- 2015 J’adore l’Art. Serie limitada de merchandising para el Centro de Arte de Château La Coste, iniciativa de Patrick McKillen (Aix-en-Provence, Francia).